# مطار لونغ ليلانغ
مطار لونغ ليلانغ (إياتا: LGL، إيكاو: WBGF) هو مطار يخدم بلدة لونغ ليلانغ في ولاية سراوق في ماليزيا.

## شركات الطيران والوجهات
| شركة الطيران          | الوجهة              |
| --------------------- | ------------------- |
| MASwings [الإنجليزية] | باريو، مارودي، ميري |

## روابط خارجية
- الإقلاع والهبوط القصير، على موقع شركة مطارات ماليزيا.
- تاريخ الحوادث للمطار LGL، على موقع شبكة سلامة الطيران.